# Santa Lucía Tierra Blanca
Santa Lucía Tierra Blanca är en ort i Mexiko.   Den ligger i kommunen San Juan Lachao och delstaten Oaxaca, i den sydöstra delen av landet, 400 km sydost om huvudstaden Mexico City. Santa Lucía Tierra Blanca ligger 664 meter över havet och antalet invånare är 147.
Terrängen runt Santa Lucía Tierra Blanca är huvudsakligen kuperad, men åt nordväst är den bergig. Santa Lucía Tierra Blanca ligger nere i en dal. Runt Santa Lucía Tierra Blanca är det ganska glesbefolkat, med 24 invånare per kvadratkilometer. Närmaste större samhälle är Santa Catarina Juquila, 19,3 km väster om Santa Lucía Tierra Blanca. I omgivningarna runt Santa Lucía Tierra Blanca växer i huvudsak städsegrön lövskog.